# Wiesław Krajewski (polityk)
Wiesław Krajewski (ur. 3 czerwca 1964 w Chojnowie) – polski polityk, przedsiębiorca i samorządowiec, starosta dąbrowski w latach 2006–2010, poseł na Sejm VIII, IX i X kadencji.

## Życiorys
W 2004 ukończył studia magisterskie z zakresu administracji na Wydziale Prawa i Administracji Uniwersytetu Rzeszowskiego. Zawodowo zajmował się prowadzeniem własnej działalności gospodarczej. Pracował również w Zakładach Azotowych w Tarnowie. Udzielał się w Komitecie Obywatelskim, był też działaczem Porozumienia Centrum.
W 1998 bez powodzenia startował z listy Akcji Wyborczej Solidarność w wyborach do rady miejskiej w Dąbrowie Tarnowskiej. W 2002 zdobył mandat radnego miejskiego, startując z lokalnego komitetu. Dołączył do Prawa i Sprawiedliwości. W 2006 był kandydatem PiS na burmistrza Dąbrowy Tarnowskiej; otrzymał 30,3% głosów (2. miejsce), a wybory zakończyły się zwycięstwem Stanisława Początka w I turze. Został w tymże roku radnym powiatu dąbrowskiego, a następnie starostą dąbrowskim; funkcję tę sprawował przez całą kadencję 2006–2010. W 2010 również był kandydatem PiS na burmistrza, zajął 3. miejsce z wynikiem 11,89% głosów. Uzyskał natomiast reelekcję do rady powiatu. W 2014 ponownie startował na burmistrza, z wynikiem 22,0% nie wszedł do drugiej tury. Został ponownie radnym powiatu kolejnej kadencji.
W wyborach parlamentarnych w 2015 kandydował do Sejmu z 5. miejsca na liście PiS w okręgu tarnowskim. Został wybrany na posła VIII kadencji, otrzymując 13 060 głosów. W wyborach w 2019 z powodzeniem ubiegał się o reelekcję, uzyskując 16 719 głosów. W wyborach w 2023 po raz trzeci z rzędu uzyskał mandat poselski (z wynikiem 24 838 głosów).

## Odznaczenia i wyróżnienia
- Brązowa Odznaka „Zasłużony dla Ochrony Przeciwpożarowej” (2009)[16]
- Tytuł „Zasłużony dla Gminy Dąbrowa Tarnowska” (2015)[17]

## Wyniki wyborcze
| Wybory | Komitet Wyborczy              | Komitet Wyborczy                 | Organ                               | Okręg                         | Wynik         |
| ------ | ----------------------------- | -------------------------------- | ----------------------------------- | ----------------------------- | ------------- |
| 1998   |                               | Akcja Wyborcza Solidarność       | Rada Miejska w Dąbrowie Tarnowskiej | nr 3                          | 74 (1,89%)    |
| 2002   |                               | KWW Prawica Powiśla Dąbrowskiego | Rada Miejska w Dąbrowie Tarnowskiej | nr 3                          | 80 (4,34%)    |
| 2006   |                               | Prawo i Sprawiedliwość           | Burmistrz Dąbrowy Tarnowskiej       | Burmistrz Dąbrowy Tarnowskiej | 2166 (30,32%) |
| 2006   | Rada Powiatu Dąbrowskiego     | Prawo i Sprawiedliwość           | nr 1                                | 443 (6,50%)                   |               |
| 2010   | Burmistrz Dąbrowy Tarnowskiej | Burmistrz Dąbrowy Tarnowskiej    | 993 (11,79%)                        |                               |               |
| 2010   | Rada Powiatu Dąbrowskiego     | Prawo i Sprawiedliwość           | nr 1                                | 711 (8,92%)                   |               |
| 2014   | Burmistrz Dąbrowy Tarnowskiej | Burmistrz Dąbrowy Tarnowskiej    | 1760 (22,01%)                       |                               |               |
| 2014   | Rada Powiatu Dąbrowskiego     | Prawo i Sprawiedliwość           | nr 1                                | 629 (9,02%)                   |               |
| 2015   | Sejm VIII kadencji            | Prawo i Sprawiedliwość           | nr 15                               | 13 060 (4,48%)                |               |
| 2019   | Sejm IX kadencji              | Prawo i Sprawiedliwość           | nr 15                               | 16 719 (4,82%)                |               |
| 2023   | Sejm X kadencji               | Prawo i Sprawiedliwość           | nr 15                               | 24 838 (6,15%)                |               |